# Prionailurus rubiginosus
Il gatto rugginoso (Prionailurus rubiginosus I. Geoffroy Saint-Hilaire, 1831) è uno dei più piccoli rappresentanti della famiglia dei Felidi; nonostante sia sempre stato segnalato solamente in India e Sri Lanka, nel 2012 ne è stata accertata la presenza anche nel terai occidentale del Nepal. Dal 2016 figura tra le specie prossime alla minaccia sulla lista rossa della IUCN a causa della sua popolazione frammentata e della perdita e distruzione del suo habitat primario, le foreste decidue.

## Descrizione

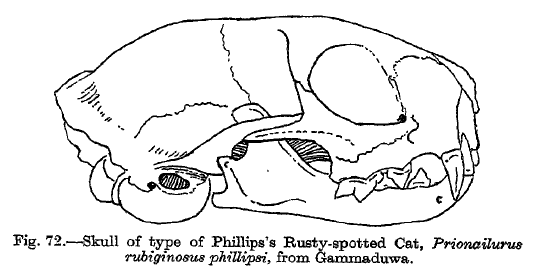
Disegno del cranio tratto da The Fauna of British India, including Ceylon and Burma di Pocock.

Il gatto rugginoso è il più piccolo felino dell'Asia e contende al gatto dai piedi neri lo status di felino più piccolo del mondo. Misura 35-48 cm di lunghezza (ai quali vanno aggiunti 15-29,8 cm di coda) per un peso di 1500-1600 g nei maschi e 1000-1100 g nelle femmine. Il manto, corto e liscio, è bruno-rossiccio o bruno-grigiastro, con file di macchie rosso ruggine o marroni scure che a volte formano strie complete sulla nuca, sulle spalle e sulla parte superiore dei fianchi. Le parti inferiori sono bianche o color crema chiare. La coda è relativamente spessa e tubolare, spesso con anelli indistinti e punta scura.
Il gatto rugginoso è simpatrico con il gatto leopardo, suo parente stretto, in alcune regioni del suo areale indiano, ma è più piccolo e con manto meno maculato. È facile da scambiare per un gatto domestico molto minuto.

## Biologia

### Alimentazione
I gatti rugginosi hanno la reputazione di essere particolarmente feroci e di attaccare prede molto grandi, ma il dato sembra basato su osservazioni di individui addomesticati in ambienti innaturali. Ad esempio un gatto rugginoso di otto mesi è quasi riuscito a uccidere una giovane gazzella domestica parecchie volte più grande di lui strozzandola con un morso alla gola prima dell'intervento dei suoi guardiani, ma in natura tali attacchi sono altamente improbabili. La dieta conosciuta comprende piccoli roditori come gerbillo indiano, ratti bandicoot e vari muridi, in particolare Mus booduga, oltre a piccoli uccelli, larve, rettili, rospi e invertebrati. A volte uccide pollame domestico razzolante all'aperto, principalmente pulcini, ma entra molto di rado, o niente affatto, in stie o pollai. La maggior parte degli avvistamenti di gatti in caccia indica che cacciano in gran parte di notte e al suolo, ma essendo superbi scalatori cacciano probabilmente anche sugli alberi. Spesso si appostano su un ramo, una roccia o un altro punto sopraelevato per ascoltare i suoni prodotti dalle piccole prede sul terreno. Esiste una segnalazione di un esemplare lanciatosi dai rami bassi di un albero direttamente su una preda al suolo, e un'altra di un inseguimento di 50 m terminato con l'uccisione di un toporagno. Una manciata di osservazioni dirette di attacchi portati a segno mostra che le prede più piccole, per esempio i gerbilli indiani, sono uccise con un morso alla nuca mentre una preda più grande, per esempio un ratto bandicoot, viene asfissiata con un morso alla gola

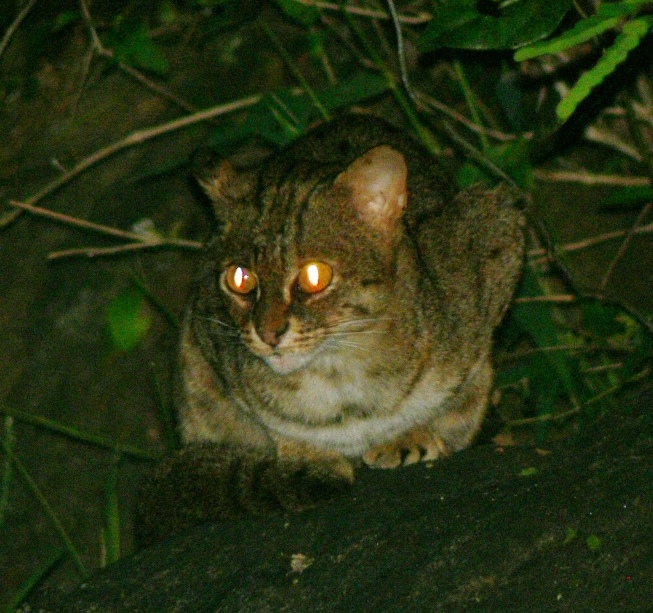
Gatto rugginoso fotografato nelle Anaimalai Hills in India meridionale.

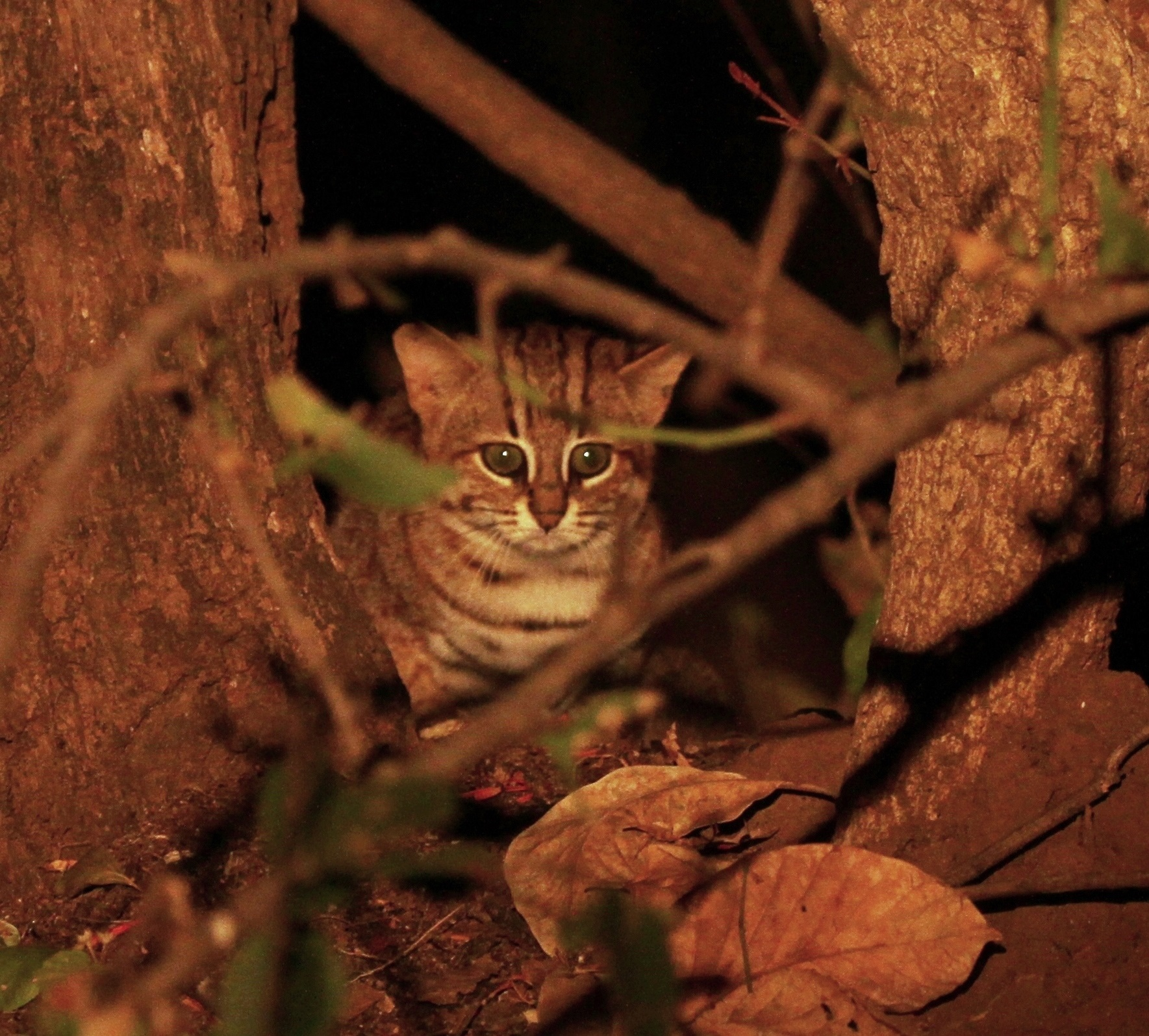
Gatto rugginoso nel suo habitat naturale.

### Comportamento
Il gatto rugginoso non è mai stato studiato approfonditamente o tracciato con radiocollari, ma i dati disponibili indicano un tipico sistema socio-spaziale da piccolo felide. Gli scatti delle fototrappole, che mostrano gli stessi individui in aree localizzate, indicano home range stabili. Il comportamento archetipico di pattugliamento del territorio da parte di un maschio dello Sri Lanka comprendeva spruzzi di urina su rami e cespugli bassi e strusciamenti di guance e petto sulla vegetazione. Non si hanno dati su estensione o densità dell'home range.

### Riproduzione
L'estro della femmina si protrae per cinque giorni, e l'accoppiamento è insolitamente breve. Dal momento che durante questo periodo la femmina è probabilmente più vulnerabile, si ritiene che questa durata breve costituisca un adattamento che le consenta di evitare predatori più grandi. In seguito prepara una tana in un luogo nascosto e, dopo una gestazione di 65-70 giorni, dà alla luce uno o due piccoli. Alla nascita i gattini pesano appena 60-77 g e sono ricoperti da file di macchie nere. Raggiungono la maturità sessuale verso le 68 settimane, quando hanno già sviluppato la caratteristica colorazione a macchie color ruggine propria degli adulti. In cattività i gatti rugginosi sono vissuti fino a dodici anni, ma la longevità in natura è sconosciuta.

## Distribuzione e habitat
Il gatto rugginoso è endemico in India e Sri Lanka. La sua presenza è stata recentemente confermata nella Divisione territoriale forestale di Pilibhit e nel Santuario naturale di Katarniaghat, nel nord dell'India al confine con il Nepal, inoltre è fortemente sospettata anche nel Parco nazionale di Bardia, in Nepal. Questa specie è stata a lungo considerata una specialista delle foreste, ma oggi sappiamo che tollera molti habitat, comparendo in foreste umide e aride di tutti i tipi, foreste di bambù, praterie alberate, macchie arbustive, boscaglie e habitat rocciosi vegetati. Sembra perlopiù assente dalle foreste sempreverdi, ma in Sri Lanka vive in foreste umide di montagna a 2100 m. 
I gatti rugginosi tollerano habitat modificati purché offrano nascondigli, anche campi coltivati, piantagioni di tè e piantagioni forestali, spesso ricchi di roditori e anfibi; cacciano in campi periodicamente inondati, per esempio di mais e di riso, che offrono rane e rospi in abbondanza. Talvolta vivono molto vicini all'uomo, perfino in abitazioni abbandonate di villaggi abitati.

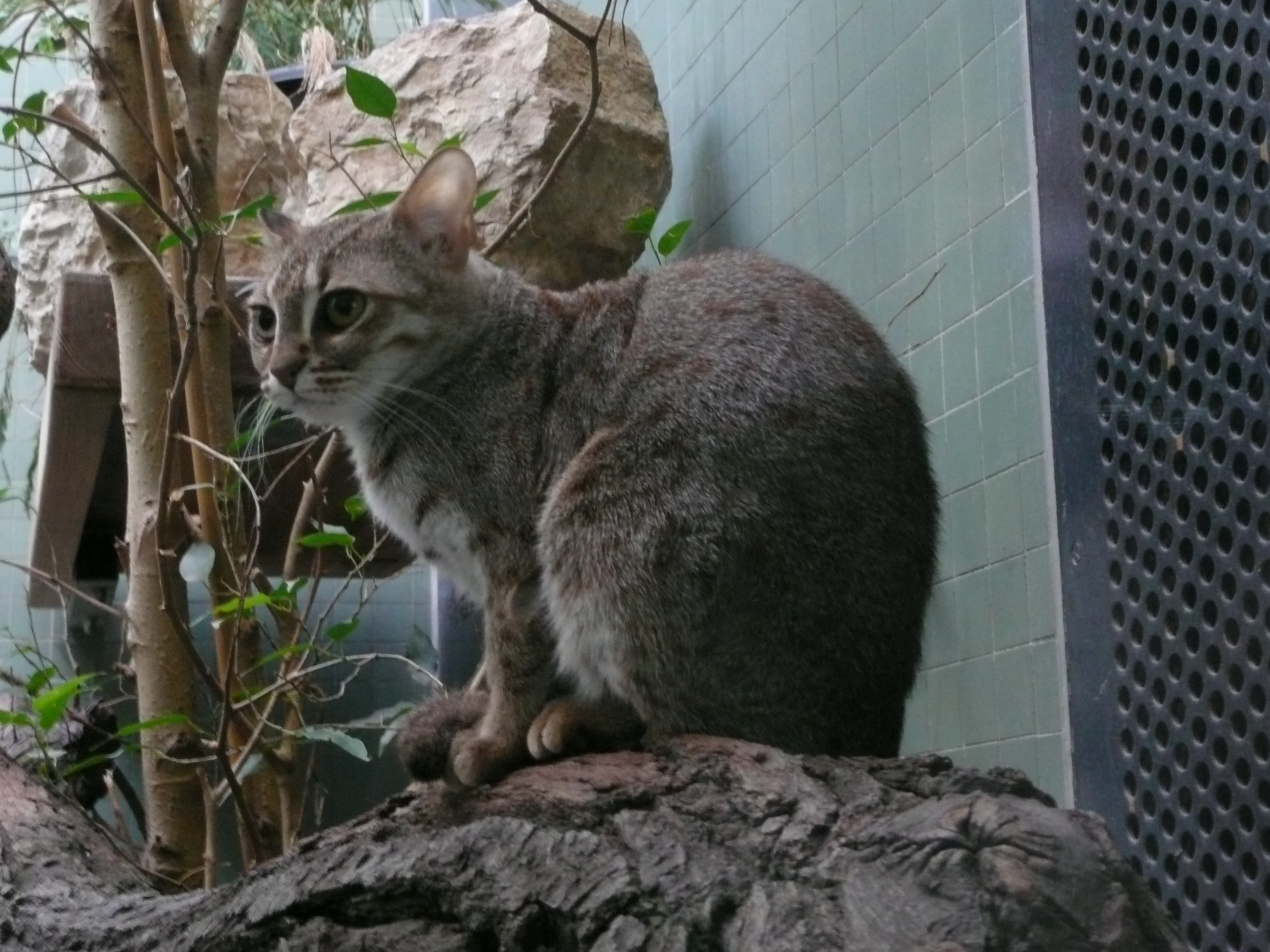
Gatto rugginoso al Zoologischer Garten Berlin (2008).

## Tassonomia
Il gatto rugginoso è classificato nella linea evolutiva Prionailurus. Si ritiene che si sia separato in una fase antica di questa linea evolutiva, e quindi potrebbe essere meno strettamente imparentato con le altre tre specie di Prionailurus di quanto queste non lo siano tra di loro. Sono riconosciute tre sottospecie: due nello Sri Lanka, rappresentate dalle popolazioni di pianura e di montagna, e una in India; la loro validità è stata recentemente confermata da analisi molecolari:
- P. r. rubiginosus (I. Geoffroy Saint-Hilaire, 1831), la sottospecie continentale, diffusa in India e Nepal; è caratterizzata da un manto di colore grigio, più scuro e più scialbo sui fianchi, con zampe più chiare dei fianchi; le macchie e le strie sul dorso sono nere, mentre quelle sui fianchi variano dal nero-brunastro al marrone e talvolta tendono a fondersi;

- P. r. phillipsi Pocock, 1939, diffusa in Sri Lanka; è caratterizzata da una colorazione più scura, più colorata e meno grigia della sottospecie precedente, con macchie sui fianchi di colore variabile dal marroncino al rosso ruggine. Pocock, che descrisse la sottospecie, non rilevò alcuna differenza nelle misure del cranio tra questa e la sottospecie precedente[2];

- P. r. koladivius Deraniyagala, 1956, diffusa nelle zone secche di pianura dello Sri Lanka orientale[16]; presenta una testa dai colori più scuri, grigio-blu, rispetto alla forma precedente, con macchie e strie nerastre sul dorso e marroni scure sui fianchi.

Una singola osservazione nel Parco Nazionale di Ruhuna (Sri Lanka) indica che i gatti rugginosi selvatici si accoppiano a volte con gatti domestici, ma non è noto se si verifichino ibridazioni.

## Conservazione
Il gatto rugginoso è considerato raro. Le indagini condotte nell'ultimo decennio indicano che è più diffuso di quanto si pensasse in precedenza, ma anche i nuovi dati mostrano che non è mai comune. Vive piuttosto spesso in associazione con l'uomo e può prosperare in habitat modificati, date le sue piccole dimensioni e il suo valore nel tenere sotto controllo i roditori, a condizione che l'uomo si mostri tollerante. L'impiego molto diffuso di insetticidi e rodenticidi in gran parte dell'areale è fonte di serie preoccupazioni, benché l'impatto sia sconosciuto. I gatti rugginosi sono spesso uccisi sulle strade e occasionalmente da cani e gatti domestici. In Sri Lanka, diversi gatti rugginosi sono uccisi nelle zone rurali perché scambiati per giovani leopardi, predatori molto temuti. A volte vengono uccisi come catture accessorie o intenzionalmente in quanto minaccia percepita per il pollame, benché sia molto raramente colpevole: le popolazioni rurali dell'India occidentale e centrale non considerano il gatto rugginoso un predatore del pollame.
La popolazione indiana figura nell'Appendice I della CITES, mentre quella dello Sri Lanka compare nell'Appendice II. La specie gode di protezione totale in gran parte dell'areale e la caccia ai suoi danni è proibita sia in India che nello Sri Lanka.